# Dikasterij za nauk vjere
Dikasterij za nauk vjere (lat. Dicasterium pro doctrina fidei, skr. D.D.F.) dio je Rimske kurije koji ima zadaću pomagati rimskom prvosvećeniku i biskupima u naviještanju evanđelja diljem svijeta, promicanju i zaštiti cjelovitost katoličkog nauka o vjeri i moralu, oslanjajući se na polog vjere.
Dikasterij čine dva odjela: doktrinarni i disciplinarni, a svakime od njih koordinira tajnik koji pomaže prefektu u specifičnom području njegove nadležnosti.
Papinsko biblijsko povjerenstvo i Međunarodno teološko povjerenstvo osnivaju se pri Dikasteriju, a oboma predsjeda prefekt. Svaki radi prema vlastitim odobrenim standardima.
Pri Dikasteriju je osnovano Papinsko povjerenstvo za zaštitu maloljetnika, čija je zadaća savjetovanje rimskog prvosvećenika te predlaganje najprikladnije inicijative za zaštitu maloljetnika i ranjivih osoba.

## Naziv
Prije reforme Rimske kurije 2022., ovaj dikasterij nosio je ime Kongregacija za nauk vjere (lat. Congregatio pro Doctrina Fidei, C.D.F.).
Ostali nazivi bili su Zbor za nauk vjere (Congregatio pro doctrina fidei), Zbor svetog oficija (Congregatio S. officii) ili Zbor inkvizicije (Congregatio S. inquisitionis).

## Povijest
Papa Pavao III. osnovao je Vijeće šestorice kardinala sa zadaćom nadgledanja pitanja vjere (bula Licet ab initio od 21. srpnja 1542.). Ovo Vijeće, poznato pod nazivom Sveta rimska i sveopća inkvizicija, imalo je u početku isključivo karakter suda za uzroke hereze i raskola. Naziv inkvizicija nije imala nikakve veze sa srednjovjekovnom papinskom inkvizicijom. Jedan od povoda osnivanja ove ustanove bili su sukobi s reformatorima, no njezina glavna svrha bilo je suprotstavljanje Španjolskoj inkviziciji, koja se sasvim otela iz crkvenoga nadležtva i postala sredstvom političke borbe španjolske krune.
Pavao IV. znatno je proširio njezino područje djelovanja godine 1555., učinivši ga nadležnim prosuđivati i moralna pitanja druge naravi.
Godine 1571. Pio V. osnovao je Kongregaciju za reformu Indeksa zabranjenih knjiga. Ovu nadležnost, isprva pripisanu inkviziciji, provodio je ovaj novi dikasterij sve do njegova ukidanja 1917.
Nakon reforme kurije, koju je proveo Siksto V. (Immensa aeterni Dei od 22. siječnja 1588.), djelatnost inkvizicije proširila se na sve što se moglo izravno ili neizravno ticati vjere i morala.
Godine 1908. papa Pio X. promijenio je naziv u Svetu kongregaciju svetog ureda (lat. Sacra congregatio Sancti officii). 
Kasnije je Benedikt XV., ukidajući Svetu kongregaciju Indeksa, ponovno prenio relativnu nadležnost na Sveti ured (motu proprio Alloquentes od 25. ožujka 1917.).
Pismom Pavla VI. Integrae servandae iz 1965. promijenjeno je ime ovog tijela u Kongregacija za nauk vjere (lat. Congregatio pro doctrina fidei) te su dopunjene metode za ispitivanje doktrine: pozitivna metoda ispravljanja pogrešaka prevladala je nad kaznenim karakterom osude. Ovom prilikom ukinut je i Indeks zabranjenih knjiga.
Ivan Pavao II., apostolskom konstitucijom Pastor bonus od 28. lipnja 1988., odlučio je o daljnjem preustroju cijele Rimske kurije, odredivši također ulogu, zadaće i norme same Kongregacije za nauk vjere. Njegova je zadaća „promicati i štititi nauk vjere i ćudoređe u cijelom katoličkom svijetu” (čl. 48).
Apostolskom konstitucijom Praedicate Evangelium o Rimskoj kuriji i njezinu služenju Crkvi i svijetu (19. ožujka 2022.), Papa Franjo je promijenio denominaciju i unutarnji ustroj Kongregacije za nauk vjere, mijenjajući naziv u Dikasterij za nauk vjere.
U stvarima koje to zahtijevaju, Dikasterij djeluje i kao sud: „sudi zločine protiv vjere i najteže zločine počinjene protiv morala i u slavlju sakramenata” (čl. 52). Motu proprio Sacramentorum sanctitatis tutela od 30. travnja 2001. Ivan Pavao II. proglasio je nove norme u vezi s nekim teškim zločinima koji su u isključivoj nadležnosti Dikasterija. Dopunjenu verziju ovih normi proglasio je Benedikt XVI. 21. svibnja 2010. godine.

## Ustroj i zadaća
Dikasterij se sastoji od kolegija članova (kardinala i biskupa) na čelu s prefektom, kojemu pomažu dva tajnika i podtajnik te promicatelj pravde. Osoblje se sastoji od službenika koji se, pod koordinacijom dotičnih voditelja ureda, brinu o stvarima koje treba pratiti u skladu sa svojim nadležnostima i različitim potrebama. Dikasterij uključuje dva odsjeka, doktrinarni i disciplinski, a svakim koordinira tajnik koji pomaže prefektu u specifičnom području njegove nadležnosti, uz suradnju s podtajnikom i odgovarajućim predstojnicima ureda. 

### Doktrinarni odsjek
Doktrinarni odjsek bavi se poslovima koji se odnose na promicanje i zaštitu nauka vjere i morala. Nadalje, daje prednost studijama usmjerenim na povećanje inteligencije i prijenos vjere u službi evangelizacije, tako da njezino svjetlo može biti kriterij za razumijevanje smisla postojanja, prije svega u odnosu na pitanja koja postavlja napredak znanosti.
Što se tiče vjere i običaja, odsjek se brine za ispitivanje dokumenata koje će objaviti drugi dikasteriji Rimske kurije, kao i spisa i mišljenja koji se čine problematičnim za pravu vjeru, potičući dijalog s njihovim autorima i predlažući prikladni lijekovi koje treba primijeniti, u skladu s normama Agendi ratio in doctrinarum ispitati.

### Disciplinski odsjek
Disciplinski odsjek bavi se kaznenim djelima koja su pridržana Dikasteriju i kojima se on bavi u okviru jurisdikcije Vrhovnog apostolskog suda koji je tamo osnovan. Ima zadaću pripremiti i razraditi postupke predviđene kanonskim normama kako bi Dikasterij na svojim različitim instancama (prefekt, tajnik, promicatelj pravde, kongres, redovno zasjedanje, kolegij za ispitivanje žalbi u stvarima delicta graviora), može promicati ispravno provođenje pravde.
U svojim studijama Dikasteriju pomaže skupina savjetnika. Sastanci savjetnika održavaju se periodično. O pitanjima koja se razmatraju i o mišljenjima savjetnika raspravlja se zatim na Redovnom zasjedanju (Feria Quarta) Dikasterija. Njihove se odluke potom podnose na odobrenje papi, u posebnoj audijenciji.
Dikasterij također ima svoj Povijesni arhiv, uređen posebnim Pravilnikom, kojemu mogu pristupiti kvalificirani znanstvenici. Papinsko biblijsko povjerenstvo i Međunarodno teološko povjerenstvo također se osnivaju unutar Dikasterija za nauk vjere, koje pod predsjedanjem prefekta djeluju prema svojim normama.

## Prefekti i tajnici
Od 1542. do 1602. naslov je glasio »veliki inkvizitor« (tal. grande inquisitore), od 1602. do 1965  tajnik (dikasterijem je presjedao papa), a od 1965. do danas naslov je prefekt.

### Sveta inkvizicija
- kardinal Gian Pietro Carafa † (1542. – 1555.)
- kardinal Antonio Michele Ghisleri † (1558. – 1566.)
- kardinal Diego Espinosa Arévalo † (1566. – 1572.)
- kardinal Scipione Rebiba † (1573. – 1577.)
- kardinal Giacomo Savelli † (1577. – 1587.)
- kardinal Giulio Antonio Santori † (1587. – 1602.)
- kardinal Camillo Borghese † (1602. – 1605.)
- kardinal Pompeo Arrigoni † (1605. – 1616.)
- kardinal Giovanni Garzia Millini † (1616. – 1629.)
- kardinal Antonio Marcello Barberini † (1629. – 1633.)
- kardinal Francesco Barberini † (1633. – 1679.)
- kardinal Cesare Facchinetti † (1679. – 1683.)
- kardinal Alderano Cybo † (1683. – 1700.)
- kardinal Galeazzo Marescotti † (1700. – 1716.)
- kardinal Fabrizio Spada † (1716. – 1717.)
- kardinal Niccolò Acciaiuoli † (1717. – 1719.)
- kardinal Francesco del Giudice † (1719. – 1725.)
- kardinal Fabrizio Paolucci † (1725. – 1726.)
- kardinal Pietro Ottoboni † (1726. – 1740.)
- kardinal Tommaso Ruffo † (1740. – 1753.)
- kardinal Neri Maria Corsini † (1753. – 1770.)
- kardinal Giovanni Francesco Stoppani † (1770. – 1774.)
- kardinal Ludovico Maria Torriggiani † (1775. – 1777.)
- kardinal Carlo Rezzonico † (1777. – 1799.)
- kardinal Leonardo Antonelli † (1800. – 1811.)
- kardinal Giulio Maria della Somaglia † (1814. – 1830.)
- kardinal Bartolomeo Pacca † (1830. – 1844.)
- kardinal Vincenzo Macchi † (1844. – 1860.)
- kardinal Costantino Patrizi Naro † (1860. – 1876.)
- kardinal Prospero Caterini † (1876. – 1881.)
- kardinal Antonio Maria Panebianco, O.F.M.Conv. † (1882. – 1883.)
- kardinal Luigi Bilio, C.R.S.P. † (1883. – 1884.)
- kardinal Raffaele Monaco La Valletta † (1884. – 1896.)
- kardinal Lucido Maria Parocchi † (1896. – 1903.)
- kardinal Serafino Vannutelli † (1903. – 1908.)

### Sveti ured
- kardinal Mariano Rampolla del Tindaro † (1908. – 1913.)
- kardinal Domenico Ferrata † (1914.)
- kardinal Rafael Merry del Val † (1914. – 1930.)
- kardinal Donato Raffaele Sbarretti Tazza † (1930. – 1939.)
- kardinal Francesco Marchetti Selvaggiani † (1939. – 1951.)
- kardinal Giuseppe Pizzardo † (1951. – 1959.)
- kardinal Alfredo Ottaviani † (1959. – 1965.)

### Kongregacija za nauk vjere
- kardinal Alfredo Ottaviani † (1965. – 1968.)
- kardinal Franjo Šeper † (1968. – 1981.)
- kardinal Joseph Ratzinger † (1981. – 2005.)
- kardinal William Joseph Levada † (2005. – 2012.)
- kardinal Gerhard Ludwig Müller (2012. – 2017.)
- kardinal Luis Francisco Ladaria Ferrer, S.I. (2017. – 2022.)

### Dikasterij za nauk vjere
- kardinal Luis Francisco Ladaria Ferrer, S.I.  (2022. – 2023.)
- kardinal Víctor Manuel Fernández (2023. – danas)

### Članci
- Kovačić, Slavko. 1983. Tajni vatikanski arhiv i ostali papinski arhivi. Croatica Christiana periodica. Sveučilište u Zagrebu - Katolički bogoslovni fakultet. Split. 7 (11): 1–31

### Ostalo
- „Inquizitione”, u: Enciclopedia italiana di scienze, lettere ed arti, str. 338.
- „The Inquisition“, u: Eliade, Mircea (ur.): The Encyclopedia of Religion, New York, 1987., str. 254.
- „Dicastero per la Dottrina della Fede: Profilo”. www.vatican.va. Pristupljeno 25. veljače 2023.

## Vanjske poveznice
- Dikasterij za nauk vjere, službena stranica